# 韋斯頓 (緬因州)
韋斯頓（英語：Weston）是一個位於美國緬因州阿魯斯圖克縣的市鎮。

## 人口
根據2020年美國人口普查的數據，韋斯頓的面積為105.02平方千米，當中陸地面積為79.28平方千米，而水域面積為25.74平方千米。當地共有人口245人，而人口密度為每平方千米2人。